# 馬淵崇英
馬淵 崇英（まぶち すうえい、1963年10月20日 - ）は、日本の飛込競技指導者。中国上海出身。日本水泳連盟飛込委員。全日本ナショナルチームヘッドコーチ。旧名は蘇薇（スー・ウェイ）

## 経歴
8歳から体操競技、小学6年生のときに飛込競技を始めるが、飛込王国である中国のトップの壁は厚く、19歳で引退し指導者になる。
1988年に語学留学のため来日、翌年、元五輪代表の飛込選手である馬淵かの子の誘いでJSS宝塚のコーチに就任。神戸国際大学経済学部で学びながら日本人選手を指導する。
1991年に競泳選手をしていた小学5年生の寺内健と出会い、飛込に転向させて指導を始める。1994年に寺内を最年少で日本選手権に優勝させ、1996年アトランタオリンピックの代表にさせた。
来日から10年たった1998年に帰化して日本国籍を取得。帰化にあたっては馬淵かの子から馬淵姓を授かった。日本代表のヘッドコーチになり寺内とアトランタから北京まで4回連続で五輪に出場した。
浅田梨紗や辰巳楓佳、板橋美波、次女である馬淵優佳ら女子のジュニア選手を中心に指導した後、現在は玉井陸斗を指導している。
競泳選手の瀬戸大也は娘婿（次女・優佳の夫）にあたる。